# Jackie Pallo
Jackie Pallo (* 12. Juni 1925 in Islington, London; † 11. Februar 2006 in Ramsgate, Kent, England) war einer der bekannten britischen Wrestler.

## Karriere
Jackie Pallo, geboren unter dem bürgerlichen Namen Jack Ernest Gutteridge, wuchs bereits in jungen Jahren mit Boxunterricht bei seinem Vater, seinem Großvater und seinem Onkel in Islington (London) auf. Er arbeitete als Metzger und Mechaniker. In den 1960er Jahren war er als „Mr. TV“ ein Star vor der Giant Haystacks Era. Später hatte er etliche TV-Auftritte. In den 1980er Jahren schrieb er das bis dahin wohl kontroverseste Buch zum Wrestling „You grunt, I’ll groan“.
Pallo hinterlässt seine Frau Trixie und seinen Sohn Jackie Pallo Jr., mit dem er zu Lebzeiten ein Tag-Team bildete. Er starb an einem Krebsleiden in seinem Haus in Ramsgate (England).